# Dicrostonyx groenlandicus
Dicrostonyx groenlandicus är en däggdjursart som först beskrevs av Traill 1823.  Dicrostonyx groenlandicus ingår i släktet halsbandslämlar, och familjen hamsterartade gnagare. Inga underarter finns listade.

## Utseende
Arten blir 100 till 157 mm lång (huvud och bål), har en 10 till 20 mm lång svans och väger 30 till 112 g. Före vintern kan en individ väga nästan dubbelt så mycket som under sommaren. Dicrostonyx groenlandicus har under årets varma månader en mörkgrå päls med ljusbruna eller rödbruna skuggor. Kännetecknande är mörka längs- eller tvärgående strimmor på ryggen och på huvudet av varierande längd. Ibland finns bara en mörk längsgående linje på ryggens topp. Före vintern får arten en helvit päls liksom andra medlemmar av släktet halsbandslämlar. Dessutom växer delade klor vid framtassarna med två spetsar liksom en gaffel. Andra särdrag som skiljer arten från andra halsbandslämlar är en smalare nos, smalare och rakare framtänder samt kortare bakfötter.

## Utbredning och habitat
Denna halsbandslämmel förekommer i Arktis på Grönland samt i norra Kanada och norra Alaska. Under sommaren uppsöker den torra kulliga områden som ofta har klippor och under vintern vistas arten på snötäckta ängar.

## Ekologi
Arten gräver tunnlar ovanför permafrosten eller under vintern i snön. Boet består vanligen av en enkel gång som kan vara upp till 6 meter lång med en diameter av 20 cm. Vid tunnelns slut finns en kammare som fodras med gräs. Dicrostonyx groenlandicus äter beroende på årstid gräs, kvistar, blommor, frukter och knopp. Individer i fångenskap matades framgångsrik med svampar och mossa. På grund av tändernas utformning antas att arten kompletterar födan med insekter men uppgiften behöver bekräftelse.
I naturen har honor vanligen två eller tre kullar mellan januari och september. Dräktigheten varar 19 till 21 dagar och sedan föds 1 till 11 ungar. Ungarna väger vid födelsen i genomsnitt 3,8 g och de diar sin mor 15 till 20 dagar. Könsmognaden infaller i genomsnitt efter 40 dagar för honor samt efter 85 dagar för hanar. Enligt en annan källa är medelvärde för antalet kullar per år 8,5 och för antalet ungar per kull 3,4. Liksom hos andra lämlar varierar beståndet mycket under olika år.
Några exemplar kan leva 3,3 år i fångenskap. I naturen lever de sällan längre än ett år.

## Status
Dicrostonyx groenlandicus har många naturliga fiender som ugglor, hökfåglar, måsfåglar, rävar, vargar, järv eller polarbjörn. Vinterpälsen används av inuiter för att smycka kläder.
Betraktad över hela utbredningsområdet finns inga allvarliga hot för populationen. IUCN kategoriserar arten globalt som livskraftig.